# Смолян
Смо́лян (болг. Смолян) — город в Смолянской области Болгарии, входит в общину Смолян.

## Географическое положение
Находится на юге Болгарии, в Родопских горах, на высоте около 1000 метров над уровнем моря.

## История
Эти земли были некогда владением воеводы Момчила, храброго народного защитника. Испытали эти земли и все тяготы османского ига, они соединились с Болгарией лишь в 1912 году. Во все времена это был очень бедный и отсталый край, где разводили овец, выращивали картофель и работали на лесопилках.
Город Смолян возник в 1959 году после объединения трёх сёл — Устова, Райкова и Смоляна, корни которых уходят в глубь веков.
В 1975 году население города составляло 30 тыс. человек, основой экономики являлись деревообрабатывающая и табачная промышленность, электротехника (кабельное производство) и туризм.
В 1985 году население города составляло 32 тыс. человек, основой экономики являлись электротехническая, деревообрабатывающая, лёгкая и табачная промышленность, также Смолян был известен как центр ремёсел.
| Год  | Население |
| ---- | --------- |
| 1992 | 34 086    |
| 2000 | 32 484    |
| 2005 | 32 110    |
| 2010 | 31 718    |

## Политическая ситуация
Кмет (мэр) общины Смолян — Николай Тодоров Мелемов (Граждане за европейское развитие Болгарии (ГЕРБ)) по результатам выборов 2011 года, прежде кметом была Дора Илиева Янкова (Болгарская социалистическая партия (БСП)) по результатам выборов 2007 года в правление общины.

## Достопримечательности

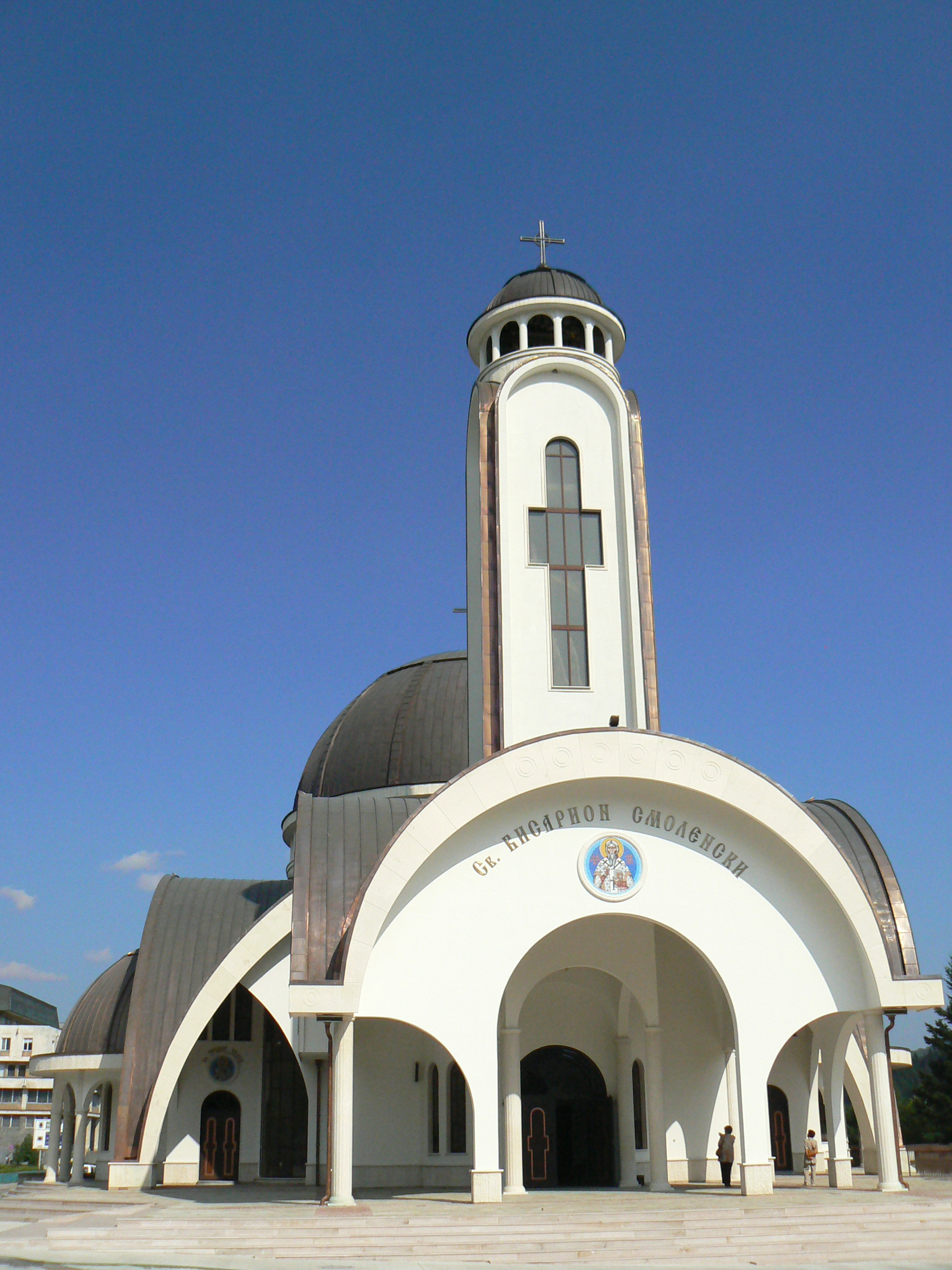
Церковь святого Висариона Смолянского

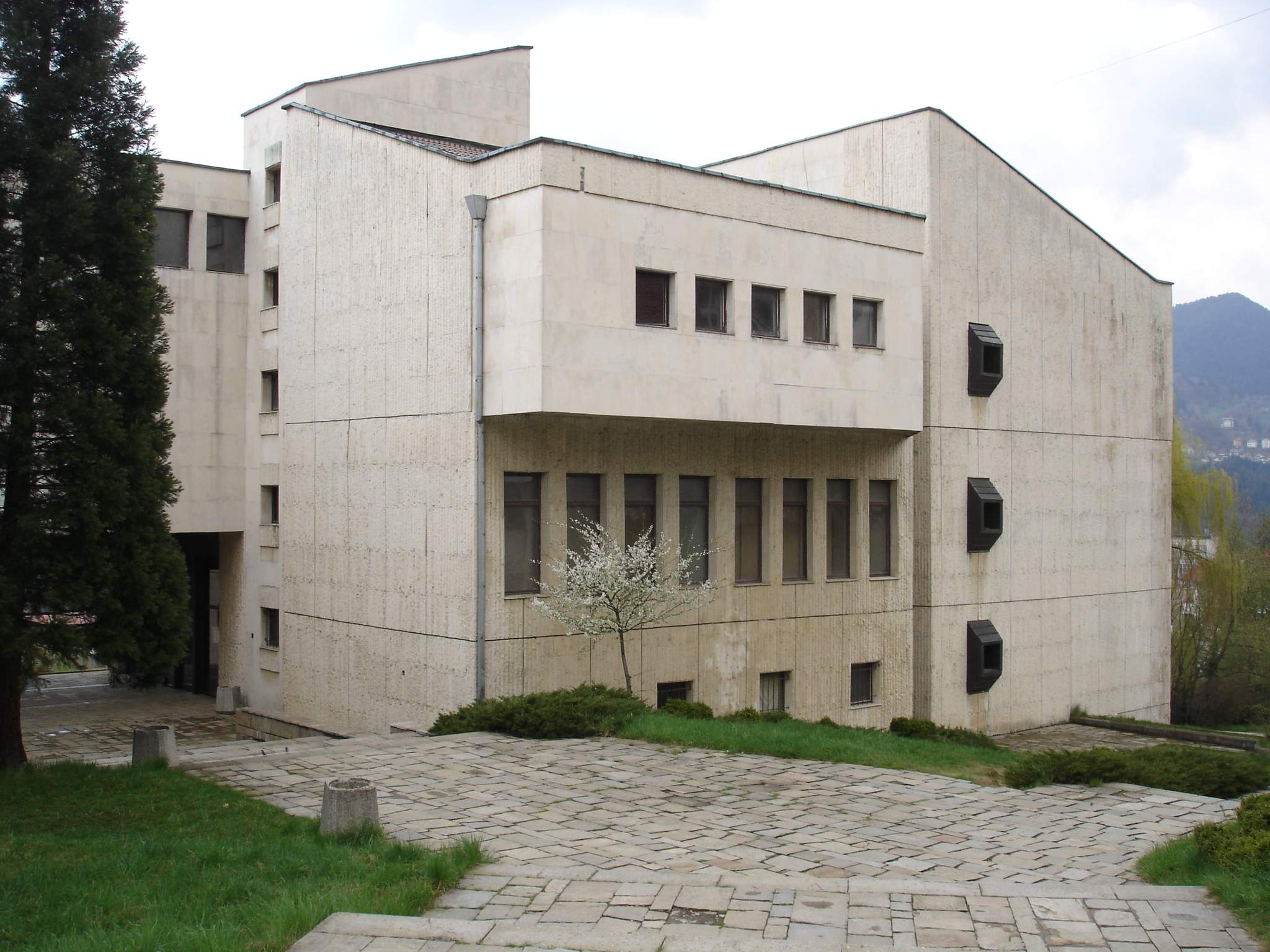
Исторический музей

Церкви:
- Святого Георгия
- Пресвятой Света Богородицы
- Святого Феодора Стратилата
- Святой Недели
- Святого Висариона Смоленского

## Известные уроженцы
- Даниил (Николов) — епископ Болгарской православной церкви, митрополит Видинский.
- Коджабашев, Костадин — болгарский дипломат.
- Манева, Милка — болгарская тяжелоатлетка.
- Петков, Димитр — болгарский композитор.
- Сираков, Захари — болгарский футболист.